# Stagmomantis nahua
Stagmomantis nahua es una especie de mantis de la familia Mantidae.

## Distribución geográfica
Se encuentra en México, Costa Rica y Nicaragua.